# Maurizio D'Ancora
Maurizio D'Ancora, nome d'arte di Rodolfo Gucci (Firenze, 16 luglio 1912 – Milano, 15 maggio 1983), è stato un attore e imprenditore italiano.

## Biografia
Nato a Firenze, figlio di Aida Calvelli e Guccio Gucci, fondatore della casa di moda omonima, viene scoperto dal regista cinematografico danese Alfred Lind, in cerca di un nuovo volto, per affidargli la parte maschile, nella pellicola muta Ragazze non scherzate accanto alla diva Leda Gloria. Mario Camerini nel 1929 lo sceglie per il film Rotaie, girato ed uscito come film muto e poi ridistribuito sonorizzato nel 1931, sarà l'inizio di una buona carriera di attore, che intraprenderà sino alla fine della seconda guerra mondiale, restando legato al cinema soltanto in qualità di collezionista, raccogliendo spezzoni di film documentari che avevano per soggetti i dittatori Adolf Hitler e Benito Mussolini, componendo dei propri collage.
Nel 1944 sposa a Venezia l'attrice Sandra Ravel, conosciuta durante le riprese di Al buio insieme.
Quattro anni dopo nacque Maurizio, il loro unico figlio, chiamato così dal nome d'arte del padre. Nel 1952 Rodolfo e i suoi fratelli Aldo e Vasco si recano a New York per inaugurare il primo negozio fuori dall'Italia, solo due settimane prima della morte del padre, in seguito alla quale torna nell'azienda di famiglia. Nel 1967 creerà la sciarpa Gucci Flora per Grace Kelly.
Dopo la morte del fratello Vasco nel 1974, Rodolfo e Aldo si divisero l'attività. Tuttavia, i figli di Aldo pensavano che Rodolfo non avesse contribuito abbastanza alla crescita dell'azienda. Nel tentativo di aumentare i suoi profitti, Aldo creò una filiale di profumi, ottenendo l'80% della sua proprietà per sé e per i suoi tre figli. Questa rivalità alla fine si trasformò in una faida familiare. Rodolfo Gucci muore a Milano nel 1983. Dopo la sua morte, il figlio Maurizio Gucci ereditò la quota di maggioranza della società e ne divenne il maggior azionista.

## Eredità culturale
Nel film House of Gucci del 2021 di Ridley Scott sulla famiglia Gucci, Maurizio D'Ancora è interpretato da Jeremy Irons.

## Filmografia
- Ragazze non scherzate, regia di Alfred Lind (1929)
- Rotaie, regia di Mario Camerini (1930)
- Figaro e la sua gran giornata, regia di Mario Camerini (1931)
- La vacanza del diavolo, regia di Jack Salvatori (1931)
- La vecchia signora, regia di Amleto Palermi (1931)
- Cinque a zero, regia di Mario Bonnard (1932)
- Venere, regia di Nicola Fausto Neroni (1932)
- La voce lontana, regia di Guido Brignone (1933)
- Al buio insieme, regia di Gennaro Righelli (1933)
- La serva padrona, regia di Giorgio Mannini (1934)
- Il canale degli angeli, regia di Francesco Pasinetti (1934)
- Quei due, regia di Gennaro Righelli (1935)
- Freccia d'oro, regia di Piero Ballerini e Corrado D'Errico (1935)
- Casta Diva, regia di Carmine Gallone (1935)
- Milizia territoriale, regia di Mario Bonnard (1935)
- Ginevra degli Almieri, regia di Guido Brignone (1935)
- L'ambasciatore, regia di Baldassarre Negroni (1936)
- Nozze vagabonde, regia di Guido Brignone (1936)
- L'antenato, regia di Guido Brignone (1936)
- Nina, non far la stupida, regia di Nunzio Malasomma (1938)
- Nonna Felicita, regia di Mario Mattoli (1938)
- L'albergo degli assenti, regia di Raffaello Matarazzo (1939)
- Batticuore, regia di Mario Camerini (1939)
- Terra di nessuno, regia di Mario Baffico (1939)
- Le educande di Saint-Cyr, regia di Gennaro Righelli (1939)
- La notte delle beffe, regia di Carlo Campogalliani (1939)
- La conquista dell'aria, regia di Romolo Marcellini (1939)
- Il documento, regia di Mario Camerini (1939)
- Scandalo per bene, regia di Esodo Pratelli (1940)
- Centomila dollari, regia di Mario Camerini (1940)
- Ritorno, regia di Géza von Bolváry (1940)
- Don Pasquale, regia di Camillo Mastrocinque (1940)
- Il re del circo, regia di Hans Hinrich (1941)
- Finalmente soli, regia di Giacomo Gentilomo (1942)
- I sette peccati, regia di László Kish (1942)
- La fabbrica dell'imprevisto, regia di Jacopo Comin (1942)
- La zia di Carlo, regia di Alfredo Guarini (1943)
- Gioco d'azzardo, regia di Parsifal Bassi (1943)
- Inviati speciali, regia di Romolo Marcellini (1943)
- L'avventura di Annabella, regia di Leo Menardi (1943)
- Il nostro prossimo, regia di Gherardo Gherardi Aldo Rossi (1943)
- La donna della montagna, regia di Renato Castellani (1943)
- La buona fortuna, regia di Fernando Cerchio (1944)
- La vita semplice, regia di Francesco De Robertis (1945)
- Biraghin, regia di Carmine Gallone (1946)